# Samuel de Swaef
Samuel de Swaef (1597-1662) est un graveur, maître écrivain et maître d’école actif à Middelbourg, Dirksland et Berg-op-Zoom.

## Biographie
Né fils d’un boucher-boulanger et baptisé à Middelbourg le 22 juin 1597. Il se marie en avril 1616 avec Anna Heynincx. En 1618, son nom apparaît au bas d’un poème publié dans le Silenus Alcibiadis de Jacob Cats (Middelbourg : Hans van der Helle, 1618). Swaef est essentiellement maître d’école, d’abord à Middelbourg, où il publie en 1619 un recueil d’exemples et un livre éducatif (il semble avoir été lauréat du Prix de la Plume couronnée à cette époque).
Il passe ensuite à Dirksland à partir de 1623 et enfin à Bergen op Zoom à partir de 1627 environ. Il publie à cette époque un second livre d’exemples, et en grave d’autres pour d’autres maîtres écrivains, parmi lesquels Abraham van Overbeke. C’est à Berg-op-Zoom qu’il décède en 1662. Il existe de lui un portrait gravé en 1627 par Johannes Saragon d’après un dessin de J. Beckx.

## Œuvres

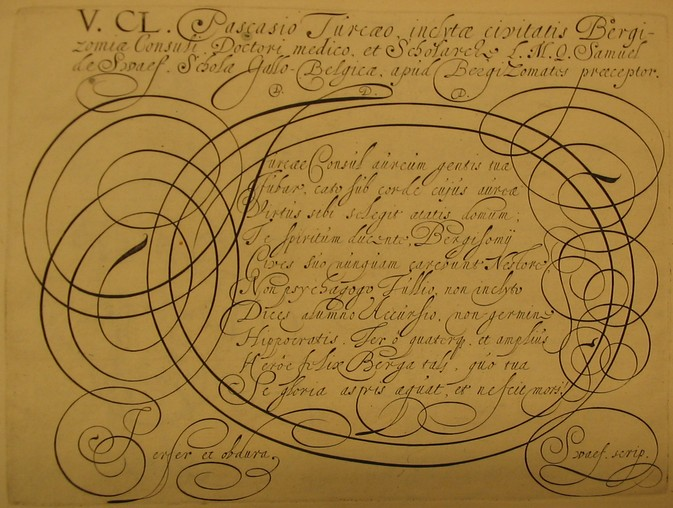
Une page tracée et gravée de Samuel de Swaef (Leiden UB).

- Proef-stuck van de Schryf-konste ; tot nutticheyt ende voordeel vande jonghe jeught gheschreven, gesneden ende ghedruct door Samuel de Swaef.... Middelbourg : 1619. 4° obl., 6 p. et 12 pl. gravées par lui-même. La page de titre porte l’emblème du Prix de la Plume couronnée. Dédié aux bailli, bourgeois, doyens et conseillers de Middelbourg. Croiset 2005 p. 30, une pl. repr. dans Jessen 1936 pl. 32.
- Tractaet Plutarchi, vande op-voedinghe der kinderen. Nu eerst uyt Françoische int Nederduytsche vertaelt. Middelbourg : Hans van der Hellen, 1619. 4° obl., 16 p.

Traduction en néerlandais du traité d’éducation des enfants extrait des Moralia de Plutarque.
- Octonaria ofte veerssen van acht reghels, vervatende verscheyden Christelijcke meditatien ende leeringhen der zeden. Dordrecht : Nicolaes Vincentz, 1623. Suite de petits poèmes d’édification.
- Gedichten van verscheijde poëten, geschreven door eenige Liefhebbers der Pennen by een vergadet, gesneden en uutgegeven door S. de Swaef ende H. Lancel. Il s’agit d’un recueil de planches tracées par plusieurs maîtres écrivains du temps et gravées par Swaef. 4° obl., 23 pl. Il contient des exemples tracés par huit maîtres écrivains, dont Swaef lui-même, H. Lancel, P. Roelands, Felioor, Felix van Sambix, Johan Coutereels, Hugo Cole et Abraham van Overbeke. Cambridge (MA) HUL, Chicago NL, Berlin KB, Den Haag KB, Provinciale Bibliotheek Zeeland, Amsterdam Rijksprentenkabinet, Leiden Bibliotheca Thysiana. Cat. Muller n° 162, Croiset 2005 p. 31-32 avec 2 pl. repr. Il existe plusieurs tirages dont le contenu varie un peu :
  - 1628.
  - Amsterdam : Evert Janz Cloppenburch, 1630.
  - Amsterdam : J. Meurs (entre 1630 et 1640) (contenant un portrait de Swaef).